# Szpital Trzyniec Podlesie
Szpital Trzyniec Podlesie – szpital w Trzyńcu-Podlesie, będący częścią AGEL Group, największego prywatnego dostawcy usług medycznych w Europie Środkowej. Historia szpitala sięga końca XIX wieku.

## Historia szpitala
Historia szpitala sięga roku 1895, kiedy to Izba Arcyksięstwa Cieszyńskiego, która w tym czasie zarządzała hutą cesarza Franciszka Józefa w Trzyńcu, poprosiła o pozwolenie na budowę szpitala we wsi Końska u Trzyńca. Zezwolenie otrzymała 21 sierpnia tego samego roku. Budowa rozpoczęła się natychmiast i trwała 2 lata. Budynek szpitala znajdował się w środku parku w pobliżu huty ze względu na dużą liczbę zranień, okaleczeń i poparzeń pracowników wymagających leczenia, a najbliższy szpital znajdował się w Cieszynie. Naczelnym lekarzem szpitala był dr. Paweł Hlawatsch. Pacjentami opiekowały się 3 pielęgniarki boromeuszki z Cieszyna. Pawilon głównego budynku miał jedno piętro, z salą operacyjną i 39 łóżkami. Obok znajdował się budynek gospodarczy, dom opieki, pralnia i sala sekcji zwłok.
W 1909 r. otwarto pawilon zakaźny wraz z dwoma innymi oddziałami. Choroby zakaźne były wówczas bardzo powszechne i należały do najczęstszych przyczyn zgonów. W 1919 r. szpital posiadał już 73 łóżka i był stopniowo wyposażany w inny niezbędny sprzęt medyczny. W 1927 r. oddano do użytku nową salę operacyjną ze wszystkimi udogodnieniami i sprzętami ówczesnej medycyny; zakupiono pierwszą karetkę pogotowia marki „Škoda”. Do tego czasu rannych przewożono do szpitala zwykłym samochodem przykrytych pod płachtą. W czasie II wojny światowej szpital przeszedł w ręce niemieckie. Dodano prosto wyposażony budynek do leczenia przypadków wewnętrznych, zwiększając liczbę łóżek do 214.

### Po roku 1945
Do końca 1946 r. szpital posiadał 160 łóżek i 2 oddziały – chirurgiczny i wewnętrzny (pierwotnie zakaźny). Stopniowo dołączano do nich oddziały okulistyczne, laryngologiczne, a na początku lat 50. XX wieku oddziały rehabilitacyjne. W tym czasie wybudowano przychodnię zakładową do ambulatoryjnej opieki metalurgów.
Po zjednoczeniu służby zdrowia w 1952 r. powstał "Závodní ústav národního zdraví" (ZÚNZ). Rok później otwarto poliklinikę zawodową, w której pracowało 3 lekarzy medycyny pracy, internista, ginekolog, neurolog i dermatolog.
W 1954 r. przeniesiono wydział wewnętrzny do zaadaptowanych budynków w Trzyńcu-Kanada, a w 1969 r. wydział rehabilitacji.

### W 1967 r. utworzono oddział zajmujący się chorobami zawodowymi
Gabinety specjalistów i lekarzy medycyny pracy ZÚNZ huty trzynieckiej znajdowały się w jedenastu budynkach znajdujących się zarówno wewnątrz firmy, jak i w jej bezpośrednim sąsiedztwie, co utrudniało pracę pracownikom służby zdrowia. Ponadto gabinety znajdowały się w większości w starych budynkach, które nie spełniały warunków higienicznych. Dlatego konieczne stało się wybudowanie nowej polikliniki.

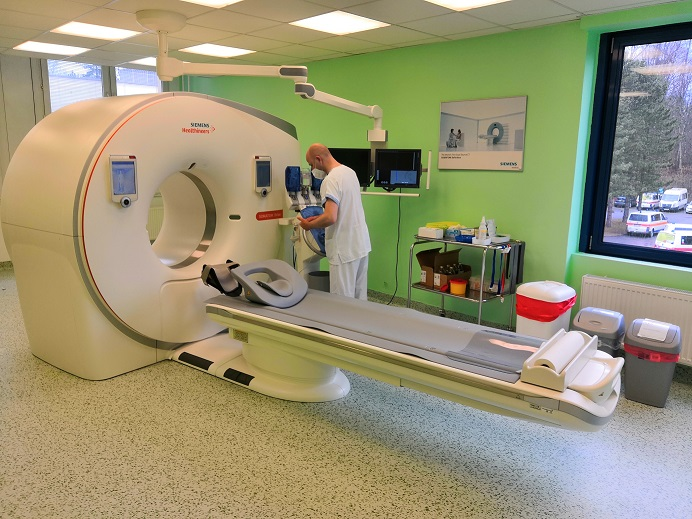
Nowe urządzenie CT w szpitalu w Trzyńcu-Podlesie

Już w 1961 roku powstał projekt. Ponieważ jednak szpital nie znalazł się wśród budowli priorytetowych, prace przygotowawcze były kilkakrotnie przerywane. W 1975 roku projekt został przerobiony, a we wrześniu 1976 roku ostatecznie rozpoczęto budowę.
Budowę szpitala zakładowego wraz z polikliniką podzielono na dwa etapy. Nowa poliklinika została oddana do użytku 20 października 1981 roku. Druga część - oddział stacjonarny zaczął pełnić swoje funkcje w sierpniu 1985 roku.
Szpital Trzyniecki na Podlesiu otrzymał nowoczesny budynek wyposażony w najnowocześniejszą technologię i sprzęt na wysokim poziomie. Za transformację odpowiedzialna była Huta trzyniecka, której część szpitala fabrycznego była częścią do 1993 roku. Od samego początku istnienia tego szpitala huta dbała o stronę materialną - zakup sprzętu, remonty, zaopatrzenie w wodę, prąd, gaz itp.

### Prywatyzacja szpitalu a teraźniejszość
Zmiany polityczne po 1989 r. doprowadziły również do zmian w ochronie zdrowia. ZÚNZ Třinecké železárny przestało istnieć i powstały 2 odrębne podmioty - poliklinika zawodowa i szpital zawodowy. To właśnie szpital zawodowy został sprywatyzowany w 1993 roku i 1 lipca 1993 roku zaczął działać jako szpital Podlesie.

Od 1993 roku szpital kontynuuje wieloletnią tradycję w celu budowy nowoczesnego miejsca pracy o wysokim prestiżu i poziomu pracy, zawodu i społeczeństwa, wykonując specjalistyczne usługi z zakresu kardiologii, kardiochirurgii, chirurgii małoinwazyjnej, chirurgii naczyniowej oraz terapii wewnątrznaczyniowej.

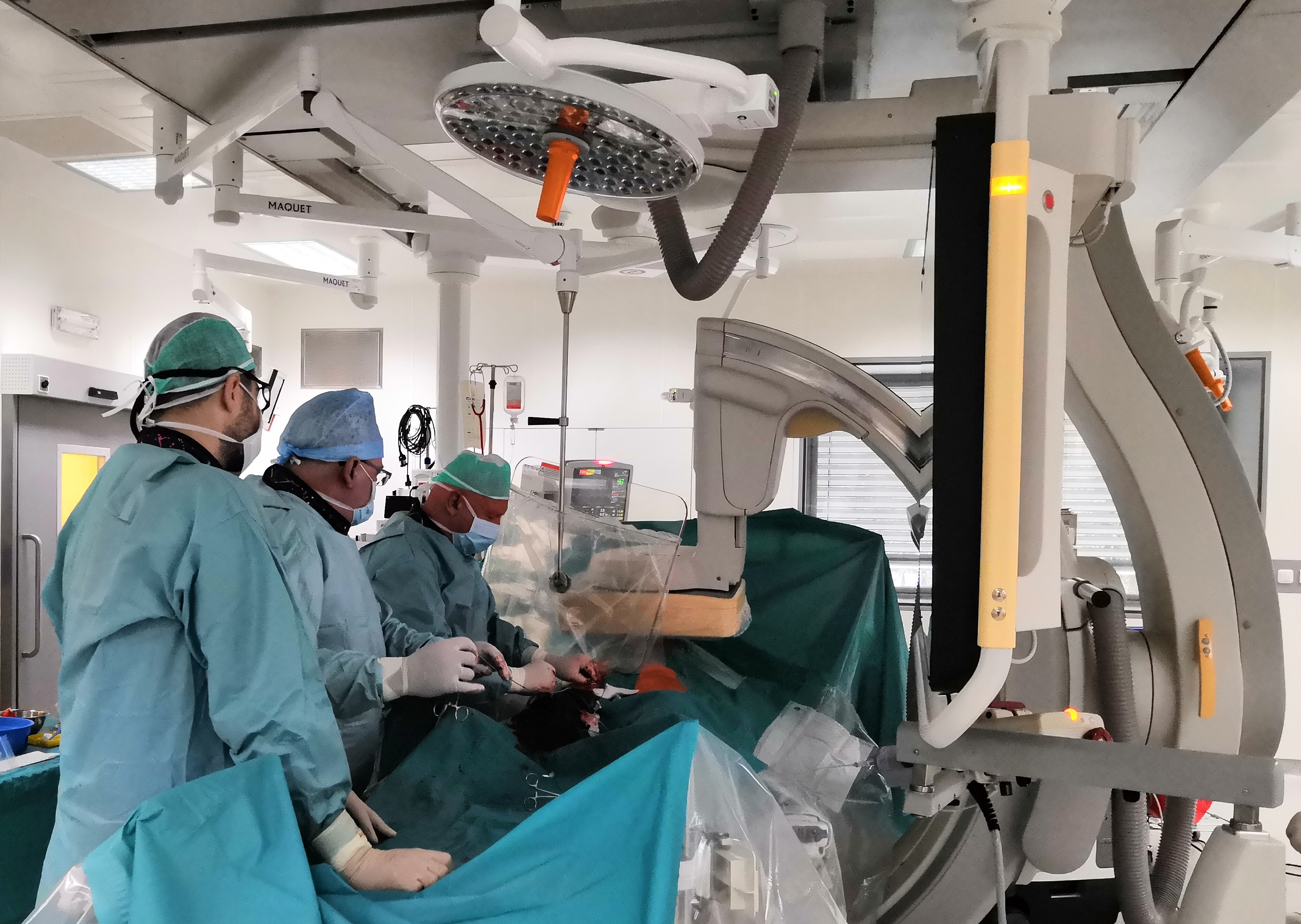
Zabieg chirurgiczny na hybrydowej sali operacyjnej w Szpitalu w Trzyńcu-Podlesie

## Współczesność
Kadra i wyposażenie Zakładu Radiologii Zabiegowej oraz Centrum Chirurgii Naczyniowej i Małoinwazyjnej tworzą jedną jednostkę funkcjonalną pod nazwą Středisko onemocnění cév Nemocnice Podlesí a.s. (Centrum Chorób Naczyń Szpitala Podlesie a.s.)
Przedmiotem działalności SOC jest świadczenie kompleksowej opieki pacjentom z chorobami naczyń obwodowych. Lekarze SOC ściśle współpracują z ekspertami z oddziału anestezjologii i resuscytacji, centrum kardiochirurgicznego (działa od 2000 r.) i poradni specjalistycznych szpitalu na Podlesiu, wypełniając w ten sposób misję i cel kompleksowego centrum sercowo-naczyniowego.
W 2007 r. szpital otrzymał certyfikat: „Gwarancja jakości kompleksowej opieki dla klientów z ranami przewlekłymi i powikłanymi”, przyznawany przez Czeskie Towarzystwo Leczenia Ran. W 2021 szpital otrzymał kolejno: w czerwcu Złotą Plakietkę ESO Angels Awards, a w listopadzie europejski certyfikat jakości ESO dla Centrum leczenia porażeń mózgu Szpitala w Trzyńcu.
W szpitalu pracował m.in. Stanisław Czudek.